# Холоп (фильм)
«Холо́п» — российский комедийный фильм 2019 года режиссёра Клима Шипенко, а продюсеры: Эдуард Илоян, Таймураз Бадзиев, Вячеслав Дусмухаметов, Виталий Шляппо, Денис Жалинский и Алексей Троцюк. Картина является первой частью в киносерии «Холоп». Главные роли исполняют Милош Бикович, Александра Бортич, Александр Самойленко, Иван Охлобыстин и Мария Миронова. Главный герой, Гриша, — избалованный мажор, который проводит практически всё время в клубах и привык к полной безнаказанности. После того, как Гриша сбивает на машине пытавшегося его задержать неподкупного полицейского, его отец осознаёт, что сын живёт в полной уверенности, что отец отмажет его от любого преступления. Отец решает проучить сына и с помощью современных средств отправляет его на перевоспитание в XIX век, в роли холопа, в крепостную Россию. Грише предстоит пройти путь, чтобы из сынка богатых родителей превратиться в нормального человека.
Идея фильма «Холоп» возникла у сценаристов Дарьи Грацевич и Антона Морозенко на съёмках одной из серий «Интернов». В 2011 году «Холоп» виделся создателям скорее сериалом, но они написали начало истории. К серьёзной разработке фильма приступили только в 2016 году, так как до этого у продюсеров не было интереса к заявке создателей. Идея соответствовала актуальным настроениям в обществе, так как в 2016 году были популярны скандальные видео мажоров, которые презрительно комментировали жизнь «обычных людей». Режиссёр Клим Шипенко называл «Холопа» сплавом из фильмов «Шоу Трумана» и «Иван Васильевич меняет профессию». Съёмки проходили в Псковской области, недалеко от посёлка Пушкинские горы. Съёмочная группа увеличила количество построек, которые были выстроены для съёмок фильма «Батальонъ», примерно в два раза, в том числе выстроили знаменитую мельницу, с которой велось наблюдение за героями.
В России фильм был выпущен в широкий прокат 26 декабря 2019 года компанией «Централ Партнершип». Фильм «Холоп» получил в целом положительные оценки от журналистов. Рецензенты различных сетевых изданий оценили картину положительно. В прокате «Холоп» установил несколько кассовых рекордов, собрав в прокате 3,044 млрд рублей и стал третьим самым кассовым российским фильмом. Успех картины привёл к созданию продолжения, «Холоп 2», которое вышло 1 января 2024 года, а также нескольких ремейков.

## Сюжет
Гриша (Милош Бикович) — сын олигарха Павла (Александр Самойленко), избалованный и наглый мажор, проводящий практически всё время в ночных клубах, потребительски относящийся к женщинам и привыкший к полной безнаказанности. После того, как Гриша сбивает на машине полицейского, попытавшегося его задержать, Павел осознаёт, что его сын живёт в полной уверенности, что отец отмажет его от любого преступления. Олигарх в отчаянии ищет способ повлиять на сына. Телепродюсер Анастасия (Мария Миронова), с которой Павел состоит в отношениях формата «дружба + секс», предлагает ему обратиться к своему бывшему мужу, эксцентричному психологу Лёве (Иван Охлобыстин), чьи неординарные методы практически всегда дают гарантированный результат.
Вскоре машину Гриши увозит эвакуатор, а он, побежав за ней, теряет сознание. В себя он приходит на конюшне в деревне поместья Российской империи образца лета 1860 года за полгода до отмены крепостного права. Сначала Гриша думает, что это розыгрыш, но затем всё же убеждается, что отныне он — бесправный крепостной, барский конюх, неспособный к тому же исполнять свои обязанности, поскольку боится лошадей. Попытавшись убежать, Гриша оказывается на эшафоте, и от виселицы его спасает только появление Аглаи (Ольга Дибцева), дочери помещика, ради именин которой барин (Олег Комаров) милует беглеца.
В действительности вся деревня XIX века оказывается постановкой Анастасии и психолога, осуществлённой на деньги Гришиного отца. Цель проекта — полностью изменить взгляд Гриши на окружающий мир и на самого себя, для чего команда наблюдает за каждым его шагом. От частых накладок — анахронизмов в антураже, проколов в реквизите (например, надпечаток категории и срока годности на яйцах «только что из-под несушки»), неологизмов и оговорок в речи «дворян» и «крестьян» проект спасает не столько даже дремучее Гришино невежество, почти полное отсутствие у него базовых знаний по истории России, сколько принципиальное невнимание, отсутствие самой привычки хоть как-то интересоваться окружающими «обычными» людьми или вещами.
По замыслу сценариста, у Гриши должен начаться роман с Аглаей, перерастающий в совместный побег холопа с «барышней» и полную переоценку жизненных установок, однако цинизм Гриши не позволяет ему осознать, какой трагедией для девушки может оказаться замужество со старым и нелюбимым помещиком. Павел, убедившийся, что его сын и в обстановке другой эпохи не изменился, в гневе едва не закрывает проект. Но Гриша случайно замечает, что деревенская девушка Лиза (Александра Бортич), неудачно спрыгнувшая с лошади, похоже, носит современное нижнее бельё (Лиза — не актриса, а задействованный в проекте ветеринар и не проходила соответствующий инструктаж), и намерен проверить это прилюдно. Увидев реакцию окружающих и осознав, что он в понятиях XIX века только что пытался натворить, Гриша впервые в жизни возвращается к оскорблённому им человеку, чтобы попросить прощения. Изумлённый Павел соглашается продолжить проект.
Гриша искренне привязывается к Лизе. Психолог предлагает Лизе изменить сценарий и самой стать для Гриши заготовленной «романтической линией». Лизе Гриша неприятен, но она соглашается ради того, чтобы помочь ему измениться. Попутно Гриша постепенно меняет взгляды на жизнь и самого себя, наблюдая, как его же собственные знакомые пороки воплощаются в «барском сыне» Алексее Дмитриевиче, в реальной жизни — самоуверенном молодом человеке Лизы Антоне (Кирилл Нагиев).
Полина, оскорблённая потерей «главной роли», убеждает Антона, что Лиза отбила у неё Гришу совершенно сознательно, при том, что в реальности и сама Лиза действительно начала испытывать к Грише симпатию. Два обиженных актёра быстро находят общий язык; случайно подсмотренная сцена «инцеста» «брата с сестрой» потрясает не только Лизу, но и Гришу, и Лев Арнольдович в гневе снимает «Аглаю» и «Алексея» с ролей. В отместку Полина на шоу «Андрей Малахов. Прямой эфир» публично рассказывает о проекте, где «мучают парня», из-за чего возбуждается уголовное дело и объявляется розыск.
Полина помогает следствию вычислить местоположение главного штаба. Остаются считанные часы до момента, когда на площадку проекта ворвётся спецназ. Анастасия срочно начинает готовить план «вывода» Гриши обратно в его привычную реальность, а Лев проводит мозговой штурм, чтобы найти способ устроить Грише экстренный катарсис. Для решающей стадии срочно пишется новый сценарий — нашествие монголо-татар. Золотая Орда в XIX веке Гришу ничуть не удивляет, хотя татаро-монгольское иго завершилось в 1480 году. Когда наступает черёд решающего поступка — не позволить ордынцам забрать Лизу на потеху «хану» (Азамат Мусагалиев), он сдаётся и сбегает к себе на конюшню. Однако через несколько минут Гриша всё же собирается с духом, седлает коня и, отбив Лизу, скачет с ней из деревни. Приехавшую полицию удаётся убедить в съёмках исторического свадебного фильма. На опушке леса Гриша и Лиза неожиданно выезжают на территорию современной АЗС. Гриша пытается понять происходящее, но его усыпляет снотворным дежурный снайпер, успевший догнать беглецов.
После пробуждения Грише сообщают, что якобы он, попав под машину, провёл три месяца в коме, и никакой деревни и попадания в прошлое не было. Позитивные изменения в характере Гриши сохраняются, но от осознания нереальности Лизы он впадает в депрессию. Случайно встретив Гришу в клубе и оценив его состояние, Полина и Антон решают рассказать ему правду о проекте и о том, что любовь с Лизой у него была настоящей. Найдя Лизу, Гриша остаётся с ней. Павел наконец решает жениться на продюсере Анастасии; на их свадьбу Гриша приходит вместе с Лизой, чтобы искренне сказать отцу: «Спасибо за всё!».
В последней сцене фильма в «деревню» привозят и тащат в кандалах к виселице другого «попавшего в прошлое» мажора. В составе команды проекта теперь работает и Гриша.

## В ролях
| Актёр                                            | Роль                                            |
| ------------------------------------------------ | ----------------------------------------------- |
| Милош Бикович (озвучивает: Сергей Габриэлян мл.) | Гриша                                           |
| Александра Бортич                                | Лиза, деревенская девушка / Лиза, ветеринар     |
| Александр Самойленко                             | Павел, отец Гриши                               |
| Мария Миронова                                   | Анастасия, телепродюсер                         |
| Ольга Дибцева                                    | Аглая Дмитриевна, барышня / Полина, актриса     |
| Иван Охлобыстин                                  | Лев Арнольдович, психолог, бывший муж Анастасии |
| Сергей Соцердотский                              | конюх Прошка / Артём, актёр                     |
| Кирилл Нагиев                                    | Алексей Дмитриевич, барин / Антон, актёр        |
| Олег Комаров                                     | барин Дмитрий Алексеевич Тимофеев               |
| Софья Зайка                                      | Люба                                            |
| Азамат Мусагалиев                                | хан                                             |
| Игорь Гаспарян                                   | татарин                                         |
| Михаил Бабичев                                   | Авдей Михалыч, приказчик                        |
| Дмитрий Пермяков                                 | снайпер                                         |
| Сергей Аброскин                                  | сценарист                                       |
| Александр Обласов                                | Семёнов, капитан ГИБДД                          |
| Артур Ваха                                       | майор полиции, приятель Павла                   |
| Антон Морозенко                                  | командир спецназа                               |
| Дарья Грацевич                                   | пресс-атташе                                    |
| Рома Жёлудь                                      | следующий мажор                                 |
| Андрей Малахов                                   | камео                                           |

## Создание
Основные съёмки начались в августе 2018 года в Москве и посёлке городского типа Пушкинские горы Пушкиногорского района Псковской области, Россия. Для картины выбрали место в Псковской области, где уже была построена небольшая деревня. Съёмочная группа достраивала на её базе большую деревню для фильма. Все дома для съёмок построили из фрагментов реальных старых строений, которые свозили из разных мест. Чтобы добиться максимальной аутентичности, рядом с деревней сделали даже импровизированное кладбище и водяную мельницу. В массовку отбирали мужчин с бородами и женщин славянского типа с естественной красотой без увеличенных губ, татуажа и нарощенных ногтей. К съёмкам активно привлекали местных жителей. Также в фильме принял участие псковский ансамбль «Сказ» — они исполнили «Ламбаду», «Камаринскую» и «Светит месяц». У Милоша Биковича, исполнителя главной роли, была аллергия на пыль, лошадей, растения и льняную одежду. На протяжении всей работы ему пришлось пить таблетки, которые он делил с режиссёром. 
Самой сложной сценой для актёров стало купание в озере. Съёмки как раз выпали на сентябрь, и актёрам всю ночь пришлось плавать в ледяной воде.

## Премьера
Впервые фильм был показан на 4-й Неделе российского кино в Лондоне. Премьера состоялась в британском кинотеатре Odeon Luxe Leicester Square, в главном зале, вмещающем 800 зрителей.
Фильм вышел в широкий прокат в России 26 декабря 2019 года. Телевизионная премьера фильма состоялась 4 ноября 2020 года на телеканале «Россия-1».

### Кассовые сборы
Фильм, выйдя в прокат 26 декабря 2019 года, к утру 4 января 2020 по кассовым сборам преодолел отметку в один миллиард рублей, став 13-м российским фильмом, которому удалось это сделать. 10 января по кассовым сборам фильм преодолел отметку в два миллиарда рублей, став 3-м российским фильмом, которому удалось это сделать. Также фильм установил абсолютный суточный рекорд по кассовым сборам в российском прокате 3 января 2020 года, заработав 217,6 млн руб. Несмотря на скромную рекламную кампанию, «Холоп» собрал в прокате больше, чем два одновременно вышедших с ним фильма, «Вторжение» и «Союз спасения». 12 января 2020 года по кассовым сборам «Холоп» обогнал «Т-34» и стал вторым российским самым кассовым фильмом после «Движения вверх». По состоянию на 20 января 2020 года, фильм собрал более 1 млн долларов в зарубежном прокате. 3 февраля 2020 года «Холоп» собрал в прокате 3,044 млрд рублей и, таким образом, стал самым кассовым российским фильмом, демонстрировавшимся в кинотеатрах России и СНГ; рекорд был побит 10 января 2023 года фильмом «Чебурашка».

### Критический приём
Рецензенты различных сетевых изданий таких, как Meduza (Антон Долин), «Вокруг ТВ» (Анна Ентякова), Weburg (Кирилл Илюхин), а также журнала «Огонёк» (Андрей Архангельский), оценили фильм положительно.
На сайте «Критиканство» фильм набрал 65 баллов из 100 на основе 18 рецензий. Егор Беликов из журнала «Искусство кино» пишет: «„Холопу“ не хватает гайдаевской гран-буффонады. Это довольно рациональный фильм, в котором каждая сценарная недостача оправдывается внутренними, принятыми в качестве входных данных допущениями».
Никита Михалков хвалил фильм: 
В чем выиграл "Холоп"? Абсолютно верный расчет. Просто человек терпеть не может мажоров и богатых. Он с наслаждением смотрит, как бедного героя Биковича порют на конюшне. И он идет смотреть это три раза.
По словам Клима Шипенко, его комедия — «это „Иван Васильевич меняет профессию“, встретившийся с „Шоу Трумана“, а снятый в стиле вестернов Серджо Леоне».
Кинокритик портала «Фильм.ру» Владислав Шуравин поставил оценку 7 из 10. Обозреватель также отмечает схожесть с другими фильмами, а именно с «Текстом». Шуравин отмечает, что среди новогодних кинокартин последних лет «Холоп» является самым «компромиссным вариантом».
Денис Ступников, кинообозреватель информационного портала InterMedia, поставил фильму 7 баллов из 10 возможных. Критик отмечает способность режиссёра «балансировать на лезвии бритвы, но не переходить грань», а также то, что «Клим Шипенко старается не злоупотреблять пустым зубоскальством, поэтому даже бесхитростные шутки имеют очень глубокий подтекст».
Обозреватель развлекательного сайта «Канобу» Юлия Троицкая оценила фильм нейтрально, обозначив то, что схожие сюжеты уже встречались («Рубеж», «Мы из будущего»). Но, по мнению критика, наиболее схож сюжет с кинокартиной «Назад в СССР», только «Холоп» «не состоит из четырёх часовых серий, хотя герои раскрываются по одному шаблону и приходят к одинаковым финалам». Также Юлия не оценила того, что не была развита линия второстепенных героев, поэтому «если их вычеркнуть из истории — ничего не поменяется». В положительные моменты Троицкая записала саундтрек и «добродушность» картины.
Негативную оценку фильму дала Вера Алёнушкина, критик раздела «кино» на российской версии сайта Time Out. Отметив некоторое несоответствие возрастной категории и явный перебор со сценами насилия, она оценила фильм на два балла из пяти. По мнению В. Алёнушкиной, фильм вполне можно было бы записать в разряд ни на что не претендующих комедий из категории «выпил/посмотрел/пошел доедать оливье», если бы не одно «но»: рецензента всерьёз насторожила заложенная, по её мнению, в концепцию картины стержневая идея «целительности насилия», как физического, так и психологического, «гимн кнуту». В особенности — финальная трансформация наказуемого в наказующего, выглядящая как награда за послушание.

## Сиквел и ремейки

### Сиквел
В августе 2022 года стартовали съёмки фильма «Холоп 2». В производстве фильма задействован почти весь основной актёрский состав и творческая группа первого фильма. Выход картины в кинопрокат состоялся 1 января 2024 года.

### Ремейки
Ремейки картины выйдут в семи странах. Компания «Централ Партнершип» продала права на съёмки адаптаций фильма в формате полного метра Sony Pictures (снимет ремейки в Мексике, Индии, Южной Корее, Японии и Испании), польской компании Monolith Films и французской SND.
В 2023 году вышел первый ремейк в Монголии — фильм «Холоп. Однажды в Монголии».
Второй ремейк из Франции — «Холоп из Парижа» (2024).
Третий турецкий ремейк под названием «Холоп: Великолепный век» вышел в широкий прокат 23 января 2025 года.
Четвёртый ремейк из Казахстане, фильм «Малай» вышел в широкий прокат 13 марта 2025 года.